# Stepanawan
Stepanawan (armenisch Ստեփանավան; auch Stepanavan; bis 1923 Dzhalal-Ogly oder Dschalaloghly) liegt im Norden Armeniens und ist nach Wanadsor die zweitgrößte Stadt der Provinz Lori. Der Fluss Dsoraget schneidet die Stadt in zwei Teile, die seit 1980 durch eine 220 Meter lange Brücke verbunden sind.

## Geschichte
Im südlichen Teil der Stadt soll im 10. Jahrhundert die Wurzel des Königreiches Taschir-Dsoraget gelegen haben. Die Geschichte des nördlichen Teils beginnt im 12. Jahrhundert mit der Erbauung der Kirche St. Sargis. Seit 1214 herrschte in der Region das Königshaus der Hasan-Dschalalian, das der Stadt ihren späteren Namen gab (turkische Jalaloghly, auf Deutsch Sohn des Dschalal). Ihren heutigen Namen erhielt die Stadt im Jahr 1923 zu Ehren des armenischen Politikers Stepan Schahumjan.
Am 7. Dezember 1988 wurden weite Teile der Stadt durch das Erdbeben von Spitak zerstört.
Seit Mai 1992 besteht eine Städtepartnerschaft zur französischen Stadt Décines-Charpieu im Département Rhône.
Im Jahr 2009 lebten in Stepanawan etwa 20.143 Menschen.

## Galerie

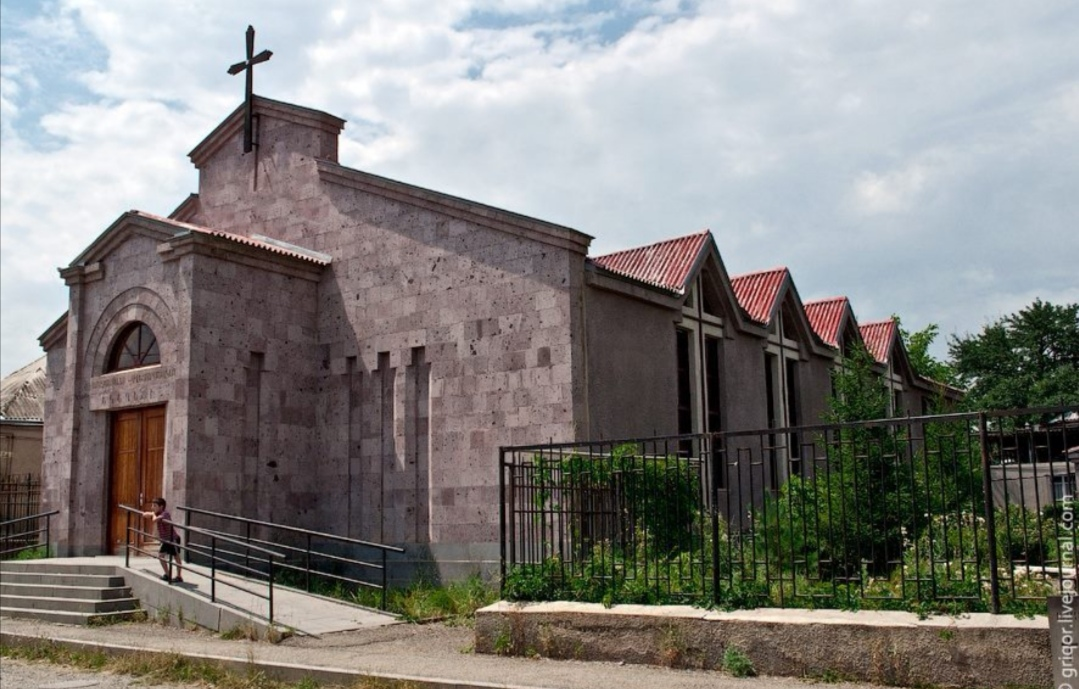
Evangelische Kirche, 2020
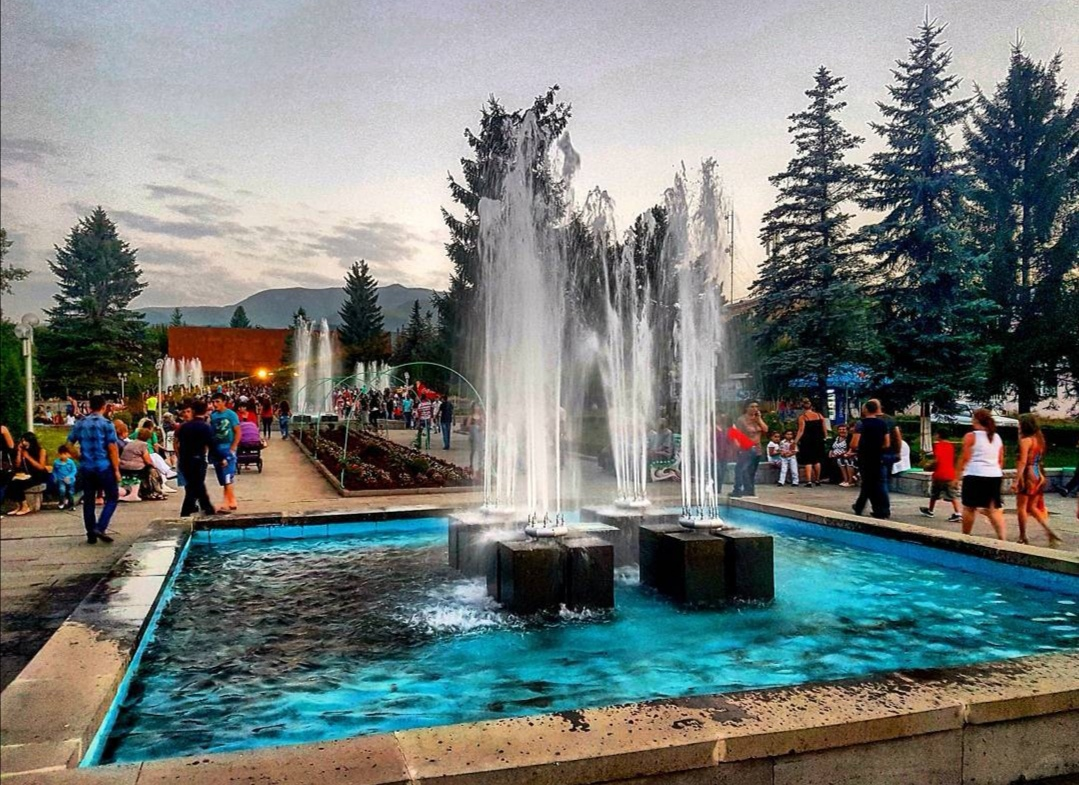
Zentraler Platz, 2020
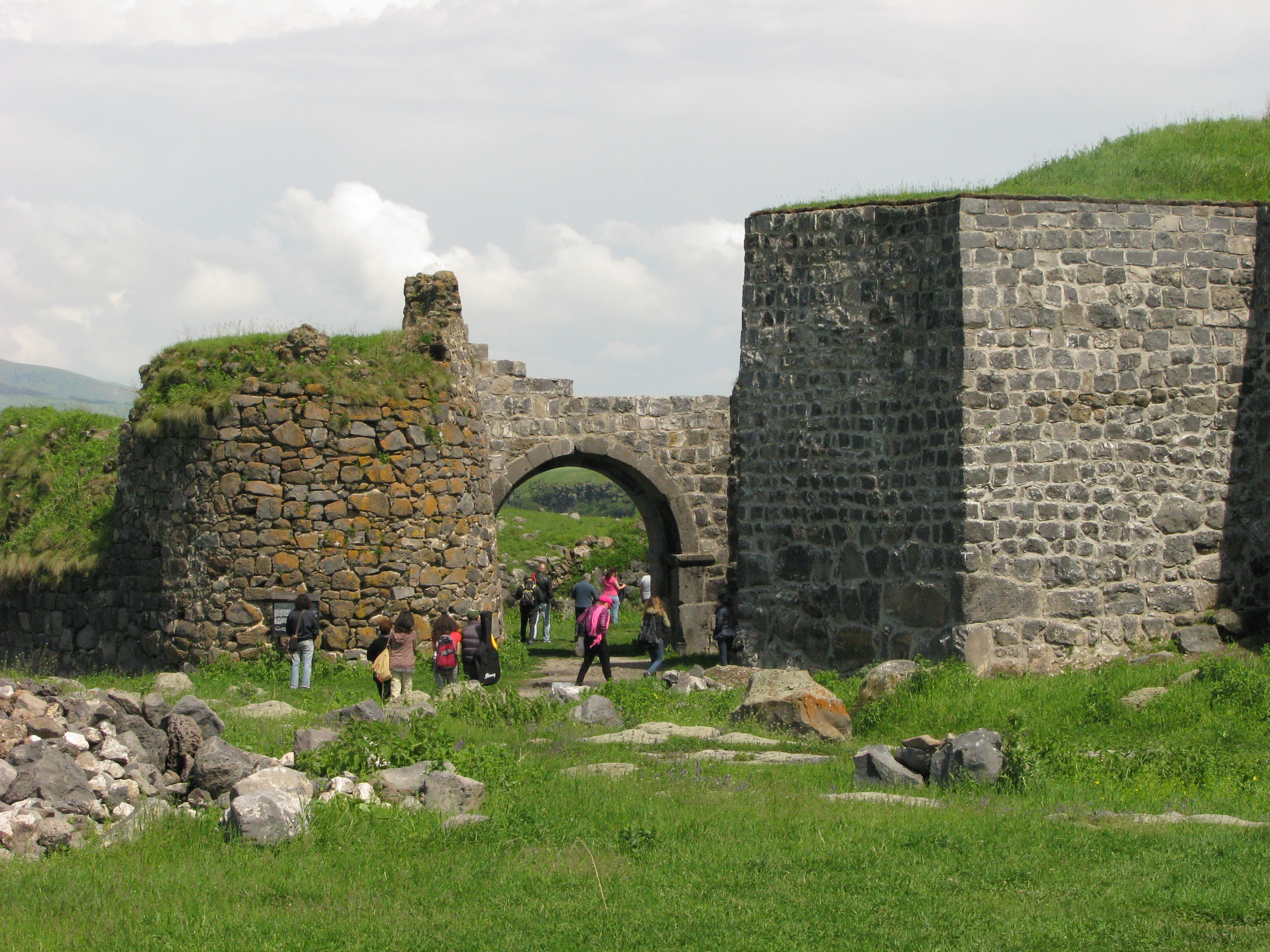
Ruinen der Festung Lori bei Stepanawan, 2014
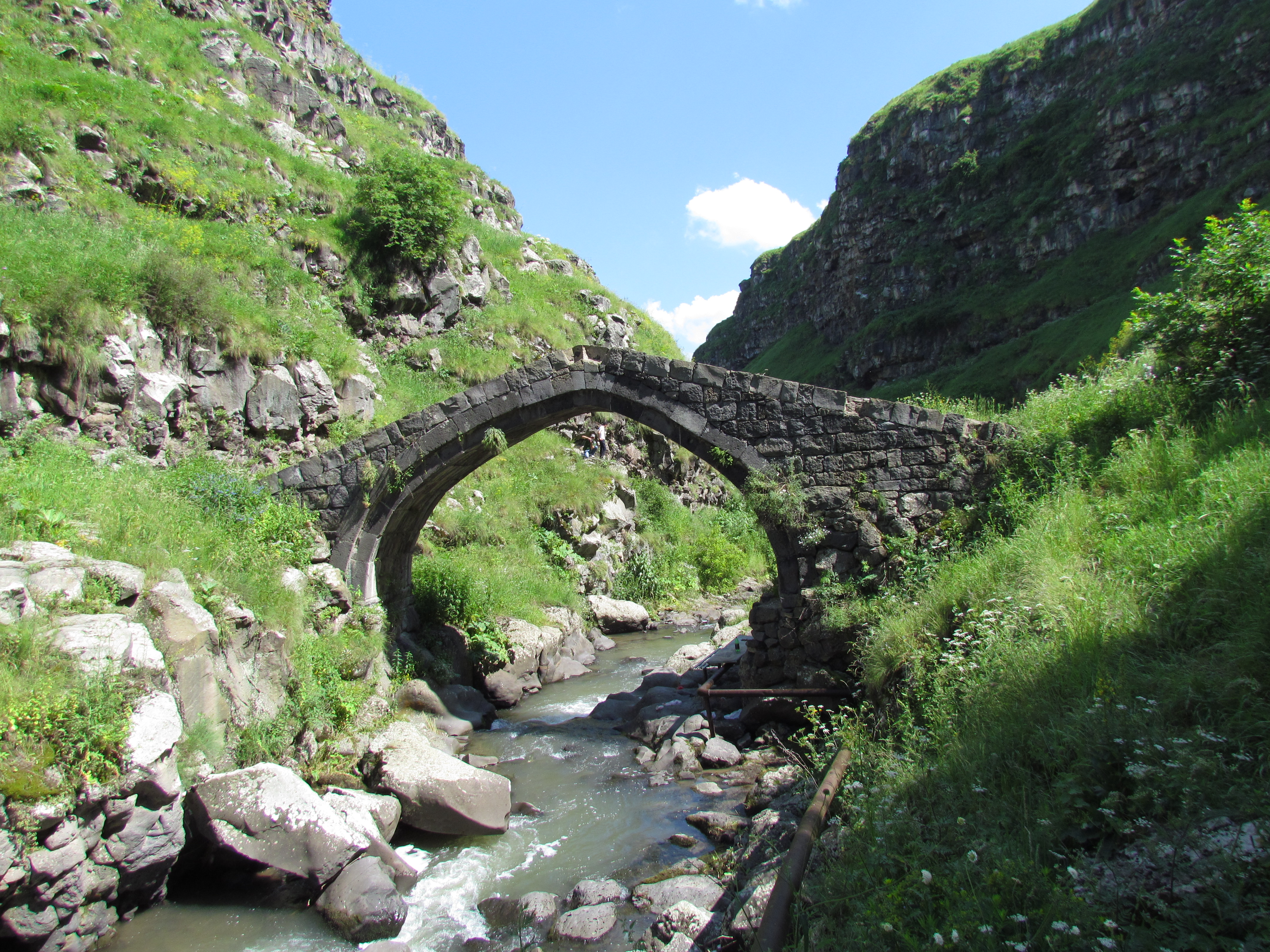
Alte Brücke der Festung Lori, 2017
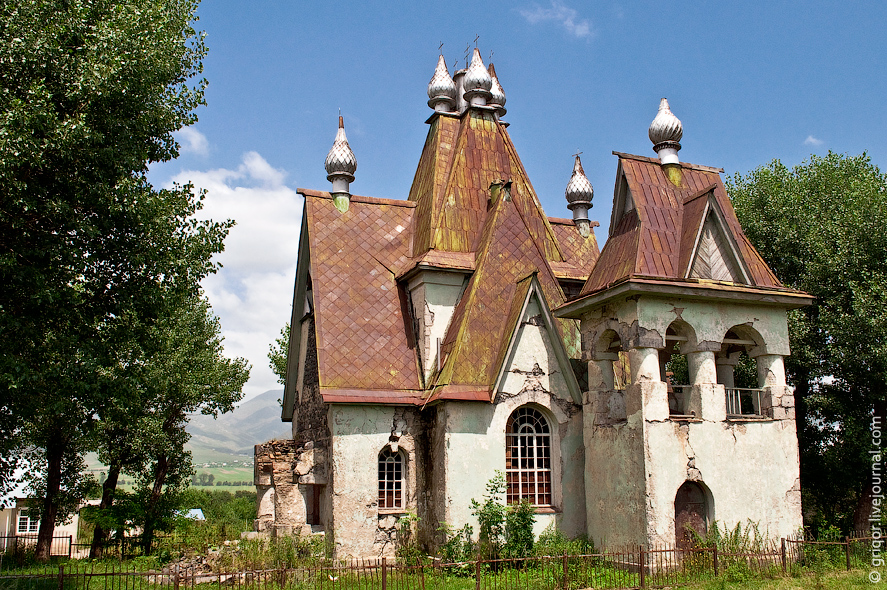
Russisch-Orthodoxe Kirche „St. Nikolaus der Wunderwirker“ im Ort Amrakiz bei Stepanawan, 2010
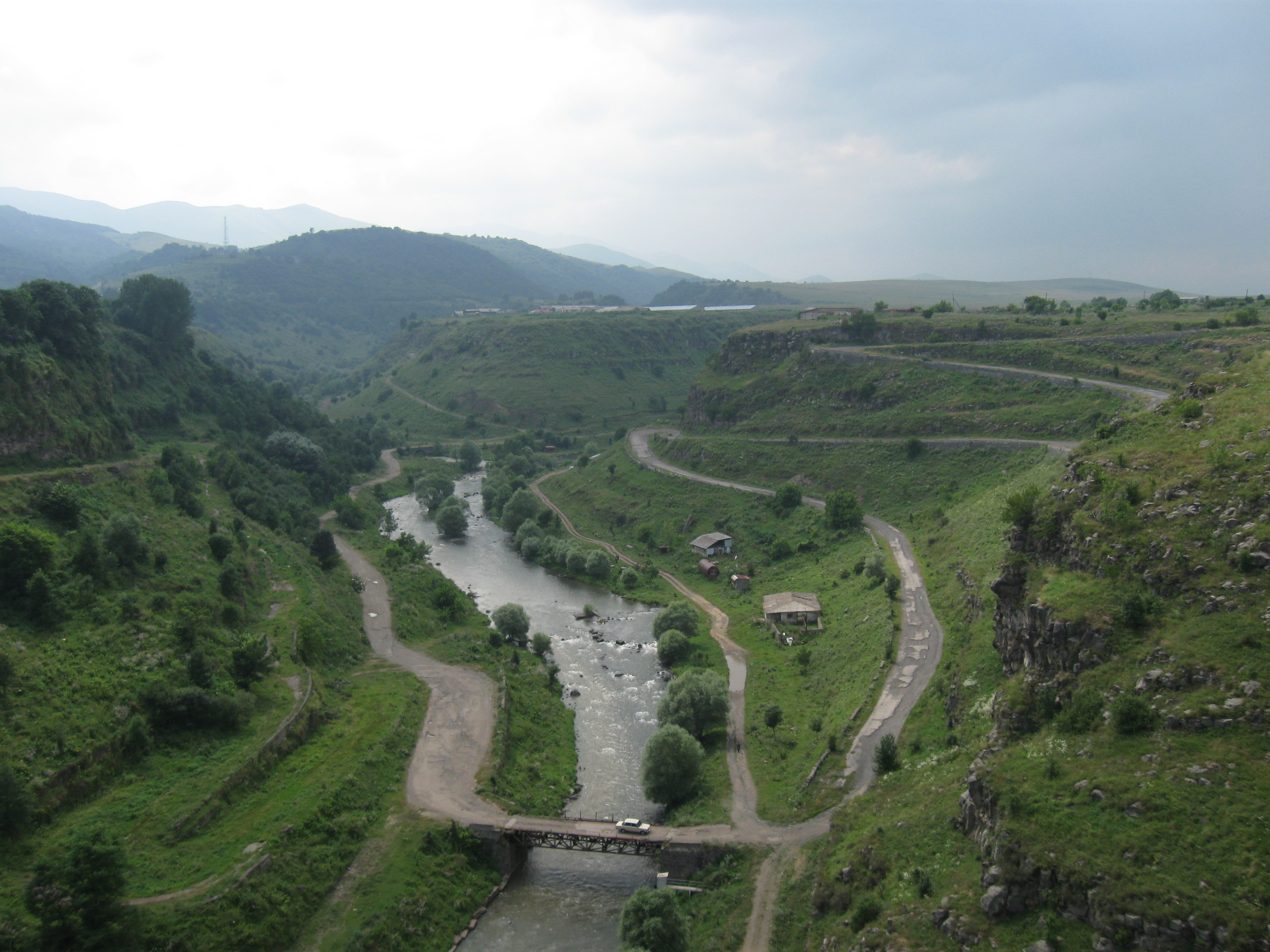
Schlucht des Flusses Dsoraget, 2016
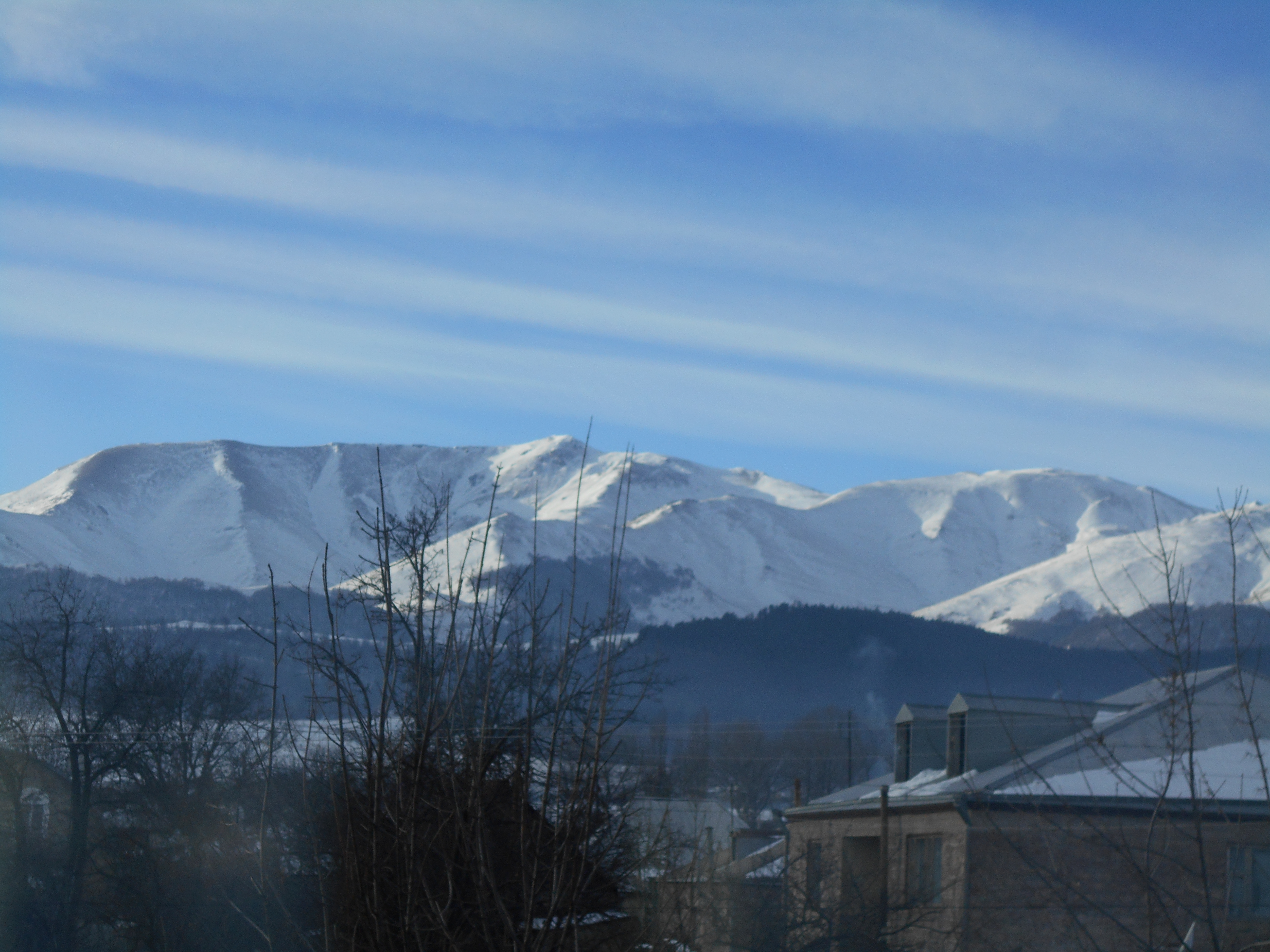
Berge bei Stepanawan im Winter, 2015
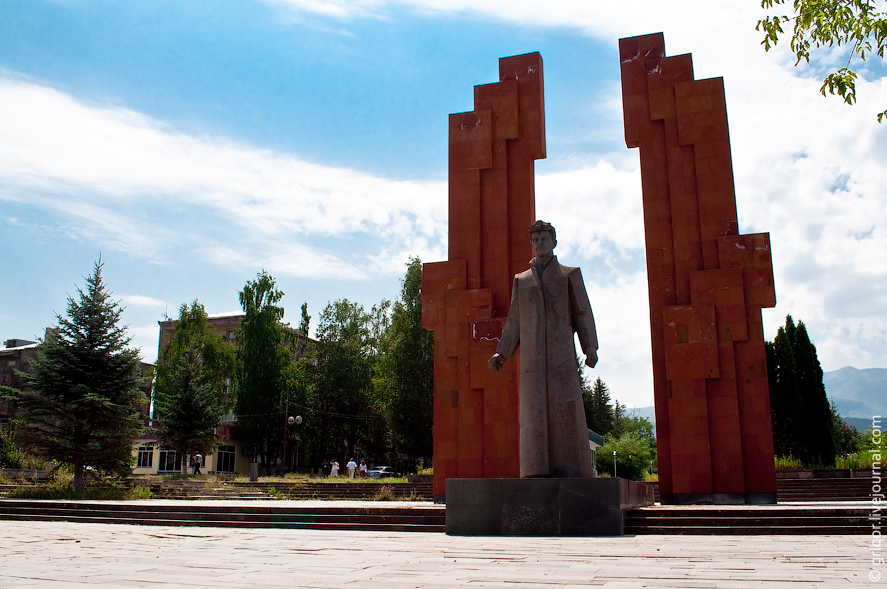
Stepan-Schahumjan-Monument, 2011

## Söhne und Töchter der Stadt
- Awetik Sahakjan (1863–1933), armenischer Politiker, Minister und Parlamentspräsident der ersten armenischen Republik
- Sos Sargsjan (1923–2013), armenischer Schauspieler, Filmregisseur und Autor
- Arpine Dawojan (* 1985), armenische Parlamentsabgeordnete und Gründungsmitglied der Partei Zivilvertrag
- Suren Papikjan (* 1986), armenischer Politiker und Minister